# Slamboree
Slamboree era un evento in pay per view di wrestling tenuto dalla World Championship Wrestling dal 1993 al 2000. Si teneva ogni anno nel mese di maggio. Originariamente era denominato "The Legends' Reunion" perché molte leggende ritiratesi della Jim Crockett Promotions erano presenti al ppv e ad altri eventi organizzati per quel weekend. Le prime tre edizioni di Slamboree videro l'ingresso di ex wrestler nella WCW Hall of Fame durante il ppv. Queste edizioni videro anche incontri in cui parteciparono leggende.

## Date e luoghi di Slamboree
| Evento           | Data           | Città                         | Luogo                     | Main Event |
| ---------------- | -------------- | ----------------------------- | ------------------------- | --- |
| Slamboree (1993) | 23 maggio 1993 | Atlanta (Georgia)             | The Omni                  | Big Van Vader vs. Davey Boy Smith per il WCW World Heavyweight Championship                                                            |
| Slamboree (1994) | 22 maggio 1994 | Filadelfia (Pennsylvania)     | Philadelphia Civic Center | Vader vs. Sting per il vacante WCW World Heavyweight Championship                                                                      |
| Slamboree (1995) | 21 maggio 1995 | Saint Petersburg (Florida)    | Bayfront Arena            | Hulk Hogan & Randy Savage vs. Ric Flair & Vader                                                                                        |
| Slamboree (1996) | 19 maggio 1998 | Baton Rouge (Louisiana)       | Riverside Centroplex      | The Giant (c) vs. Sting per il WCW World Heavyweight Championship                                                                      |
| Slamboree (1997) | 18 maggio 1997 | Charlotte (Carolina del Nord) | Independence Arena        | Ric Flair, Roddy Piper & Kevin Greene vs. Scott Hall, Kevin Nash & Syxx                                                                |
| Slamboree (1998) | 17 maggio 1998 | Worcester (Massachusetts)     | The Centrum               | The Outsiders (Scott Hall & Kevin Nash) (c) vs. Sting & The Giant per i WCW World Tag Team Championship                                |
| Slamboree (1999) | 9 maggio 1999  | St. Louis                     | TWA Dome                  | Diamond Dallas Page (c) vs. Kevin Nash per il WCW World Heavyweight Championship                                                       |
| Slamboree (2000) | 7 maggio 2000  | Kansas City                   | Kemper Arena              | David Arquette (c) vs. Jeff Jarrett vs. Diamond Dallas Page in un Ready to Rumble Cage match per il WCW World Heavyweight Championship |

### 1993
Slamboree 1993: A Legends' Reunion si svolse il 23 maggio 1993 presso il The Omni di Atlanta, Georgia.
All'evento, Lou Thesz, Mr. Wrestling II, Verne Gagne, ed Eddie Graham furono introdotti nella WCW Hall of Fame. In aggiunta, Ole Anderson, The Assassin, Ox Baker, Red Bastien, Lord James Blears, The Crusher, The Fabulous Moolah, Greg Gagne, Bob Geigel, Stu Hart, Magnum T.A., Bugsy McGraw, Don Owen, Dusty Rhodes, Grizzly Smith, John Tolos, Mad Dog Vachon e Johnny Valentine furono anch'essi omaggiati durante la "Legends Ceremony".
Lo show vide inoltre la reunion dei Four Horsemen, ora composti da Ric Flair, Arn Anderson, Ole Anderson, e dal nuovo membro Paul Roma.
A Slamboree '93 Sid Vicious tornò a combattere in WCW, dopo lo stint nella World Wrestling Federation.
Il programma dell'evento subì alcune modifiche in corso d'opera, poiché Brad Armstrong sostituì il padre Bob Armstrong nel "Legends Tag Team Match" e The Prisoner rimpiazzò Scott Norton nel "Bounty Match" con Sting. Nello Steel Cage Match per i titoli WCW/NWA World Tag Team Championship, Tom Zenk sostituì Shane Douglas come partner di Ricky Steamboat nel tag team mascherato "Dos Hombres". Tuttavia, gli annunciatori non fecero menzione del fatto durante lo show.
| N. | Risultati | Stipulazione                                                                                    | Durata |
| -- | --- | ----------------------------------------------------------------------------------------------- | ------ |
| 1  | 2 Cold Scorpio & Marcus Bagwell sconfiggono Bobby Eaton & Chris Benoit                                                | Tag team match                                                                                  | 09:22  |
| 2  | Sid Vicious (con Robert Parker) sconfigge Van Hammer                                                                  | Single match                                                                                    | 00:35  |
| 3  | Dick Murdoch, Don Muraco & Jimmy Snuka contro Wahoo McDaniel, Blackjack Mulligan & Jim Brunzell termina in no contest | Tag team match                                                                                  | 09:06  |
| 4  | Thunderbolt Patterson & Brad Armstrong sconfiggono Ivan Koloff & Baron von Raschke                                    | Tag team match                                                                                  | 04:39  |
| 5  | Dory Funk Jr. (con Gene Kiniski) contro Nick Bockwinkel (con Verne Gagne) termina in pareggio per limiti di tempo     | Single match                                                                                    | 15:00  |
| 6  | Rick Rude & Paul Orndorff sconfiggono Dustin Rhodes & Kensuke Sasaki                                                  | Tag team match                                                                                  | 09:25  |
| 7  | Sting sconfigge The Prisoner                                                                                          | Single match                                                                                    | 05:16  |
| 8  | The Hollywood Blonds (Brian Pillman & Steve Austin) (c) sconfiggono Dos Hombres (Ricky Steamboat & Tom Zenk)          | Steel Cage match per i titoli NWA World Tag Team Championship e WCW World Tag Team Championship | 16:08  |
| 9  | Barry Windham (c) sconfigge Arn Anderson                                                                              | Single match per l'NWA World Heavyweight Championship                                           | 10:55  |
| 10 | Davey Boy Smith sconfigge Big Van Vader (c) per squalifica                                                            | Single match per il WCW World Heavyweight Championship                                          | 16:16  |

### 1994
Slamboree 1994 si svolse il 22 maggio 1994 presso il Philadelphia Civic Center di Filadelfia, Pennsylvania.
Prima dell'inizio del pay-per-view la WCW introdusse un gruppo di "leggende" al pubblico: Ole Anderson, Penny Banner, Red Bastien, Tully Blanchard, The Crusher, Don Curtis, Terry Funk, Verne Gagne, Hard Boiled Haggerty, Larry Hennig, Killer Kowalski, Ernie Ladd, Wahoo McDaniel, Angelo Mosca, Harley Race, Ray Stevens, Lou Thesz, Mr. Wrestling II, Tommy Young. Più avanti nella serata The Assassin, Ole Anderson, Harley Race, Ernie Ladd, The Crusher, e Dick the Bruiser furono ammessi nella WCW Hall of Fame.
Cactus Jack rimpiazzò l'infortunato Dave Sullivan nel match per il WCW World Tag Team Championship. Vader avrebbe dovuto combattere contro Rick Rude, ma Rude dovette essere sostituito da Sting in quanto si era gravemente infortunato alla schiena in Giappone durante un match con Sting, ed era stato costretto a terminare la carriera da wrestler.
| N.         | Risultati                                                                                 | Stipulazione                                                                                            | Durata |
| ---------- | ----------------------------------------------------------------------------------------- | --- | ------ |
| Dark match | Pretty Wonderful (Paul Roma & Paul Orndorff) sconfiggono Brian Armstrong & Brad Armstrong | Tag team match                                                                                          | N/A    |
| 1          | Steve Austin (c) sconfigge Johnny B. Badd                                                 | Single match per il WCW United States Heavyweight Championship                                          | 16:12  |
| 2          | Terry Funk contro Tully Blanchard termina in doppia squalifica                            | Single match                                                                                            | 07:15  |
| 3          | Larry Zbyszko sconfigge Lord Steven Regal                                                 | Single match                                                                                            | 11:30  |
| 4          | Dustin Rhodes sconfigge Bunkhouse Buck                                                    | Bullrope match                                                                                          | 12:47  |
| 5          | Ric Flair (c) sconfigge Barry Windham                                                     | Single match per il WCW World Heavyweight Championship                                                  | 13:21  |
| 6          | Cactus Jack & Kevin Sullivan sconfiggono The Nasty Boys (Brian Knobbs & Jerry Sags) (c)   | Broad Street Bully match per i WCW World Tag Team Championship (con Dave Schultz come arbitro speciale) | 09:56  |
| 7          | Sting sconfigge Vader                                                                     | Single match per il vacante WCW International World Heavyweight Championship                            | 13:54  |

### 1995
Slamboree 1995 si svolse il 21 maggio 1995 presso la Bayfront Arena di Saint Petersburg, Florida.
Eric Bischoff sostituì Tony Schiavone come commentatore dell'evento, poiché Schiavone si era sottoposto a un intervento chirurgico al collo. Wahoo McDaniel, Angelo Poffo, Terry Funk, Antonio Inoki, Dusty Rhodes, Gordon Solie e Big John Studd furono introdotti nella WCW Hall of Fame durante lo show.
Il "Legends match" tra Wahoo McDaniel e Dick Murdoch venne trasmesso in bianco e nero durante il pay-per-view. In occasione del match in questione, Gordon Solie si unì a Bobby Heenan al tavolo dei commentatori per accrescere l'aspetto "old school" dell'incontro.
I primi quattro incontri furono trasmessi in diretta prima dell'inizio del pay-per-view vero e proprio su WCW Main Event.
| N. | Risultati | Stipulazione                                          | Durata |
| -- | --- | ----------------------------------------------------- | ------ |
| 1  | The Blue Bloods (Lord Steven Regal & Earl Robert Eaton) sconfiggono Los Especialistas (Especialista I & Especialista II) | Tag team match                                        | 01:22  |
| 2  | Steve Austin sconfigge Eddie Jackie                                                                                      | Single match                                          | 01:00  |
| 3  | Sgt. Craig Pittman sconfigge Mark Starr                                                                                  | Single match                                          | 02:02  |
| 4  | Meng sconfigge Brian Pillman                                                                                             | Single match                                          | 04:40  |
| 5  | The Nasty Boys (Brian Knobbs & Jerry Sags) sconfiggono Harlem Heat (Booker T & Stevie Ray) (c)                           | Tag team match per i WCW World Tag Team Championship  | 10:52  |
| 6  | Kevin Sullivan sconfigge The Man With No Name                                                                            | Single match                                          | 05:24  |
| 7  | Wahoo McDaniel sconfigge Dick Murdoch                                                                                    | Single match                                          | 06:18  |
| 8  | The Great Muta (c) sconfigge Paul Orndorff                                                                               | Single match per l'IWGP Heavyweight Championship      | 14:11  |
| 9  | Arn Anderson (c) sconfigge Alex Wright                                                                                   | Single match per il WCW World Television Championship | 11:36  |
| 10 | Meng contro Road Warrior Hawk termina in doppio conteggio fuori dal ring                                                 | Single match                                          | 04:41  |
| 11 | Sting sconfigge Big Bubba Rogers                                                                                         | Single match                                          | 09:29  |
| 12 | Hulk Hogan & Randy Savage (con Jimmy Hart & The Renegade) sconfiggono Ric Flair & Vader (con Arn Anderson)               | Tag team match                                        | 18:57  |

### 1996
Slamboree 1996 si svolse il 19 maggio 1996 presso il Riverside Centroplex di Baton Rouge, Louisiana.
La particolarità di questa edizione dell'evento fu il torneo "Lord of the Ring", nel quale alcuni wrestler venivano sorteggiati nella "Lethal Lottery" così da formare degli estemporanei tag team che avrebbero dovuto combattere per qualificarsi alla Battlebowl Battle Royal, e il vincitore della battle royal avrebbe guadagnato una title shot al WCW World Heavyweight Championship. Diamond Dallas Page vinse la Battlebowl ed il titolo di Lord of the Ring ("Signore del ring"). Oltre al torneo di cui sopra, durante il ppv furono difesi tre titoli. Nel main event The Giant sconfisse Sting mantenendo la cintura WCW World Heavyweight Championship. Negli altri match titolati, Konnan difese il WCW United States Heavyweight Championship contro Jushin Liger, e Dean Malenko difese il WCW Cruiserweight Championship contro Brad Armstrong.
Il match The American Males vs. The Shark & Maxx fu trasmesso in diretta prima dell'inizio del pay-per-view vero e proprio su WCW Main Event.
| N. | Risultati | Stipulazione                                                                              | Durata |
| -- | --- | ----------------------------------------------------------------------------------------- | ------ |
| 1  | The American Males (Marcus Bagwell & Scotty Riggs) sconfiggono The Shark & Maxx (con Jimmy Hart)               | Tag team match                                                                            | 02:39  |
| 2  | Road Warrior Animal & Booker T contro Road Warrior Hawk & Lex Luger termina in doppio conteggio fuori dal ring | "Lethal Lottery" tag team match                                                           | 06:54  |
| 3  | The Public Enemy (Rocco Rock & Johnny Grunge) sconfiggono Chris Benoit & The Taskmaster                        | "Lethal Lottery" tag team match                                                           | 04:44  |
| 4  | Rick Steiner & The Booty Man (con The Booty Babe) sconfiggono Sgt. Craig Pittman & Scott Steiner               | "Lethal Lottery" tag team match                                                           | 08:21  |
| 5  | VK Wallstreet & Jim Duggan sconfiggono The Blue Bloods (Lord Steven Regal & Squire David Taylor)               | "Lethal Lottery" tag team match                                                           | 03:46  |
| 6  | Dick Slater & Earl Robert Eaton sconfiggono Disco Inferno & Alex Wright                                        | "Lethal Lottery" tag team match                                                           | 02:56  |
| 7  | Diamond Dallas Page & The Barbarian sconfiggono Meng & Hugh Morrus                                             | "Lethal Lottery" tag team match                                                           | 05:15  |
| 8  | Fire and Ice (Scott Norton & Ice Train) sconfiggono Big Bubba Rogers & Stevie Ray                              | "Lethal Lottery" tag team match                                                           | 03:32  |
| 9  | Ric Flair & Randy Savage (con Woman & Miss Elizabeth) sconfiggono Arn Anderson & Eddie Guerrero                | "Lethal Lottery" tag team match                                                           | 04:04  |
| 10 | Dean Malenko (c) sconfigge Brad Armstrong                                                                      | Single match per il WCW Cruiserweight Championship                                        | 08:29  |
| 11 | Dick Slater & Earl Robert Eaton sconfiggono VK Wallstreet & Jim Duggan                                         | "Lethal Lottery" tag team match                                                           | 04:08  |
| 12 | Diamond Dallas Page & The Barbarian sconfiggono Rick Steiner & The Booty Man (con The Booty Babe)              | "Lethal Lottery" tag team match                                                           | 05:05  |
| 13 | Konnan (c) sconfigge Jushin Thunder Liger                                                                      | Single match per il WCW United States Heavyweight Championship                            | 09:30  |
| 14 | Diamond Dallas Page vince eliminando per ultimo The Barbarian                                                  | Battlebowl per determinare il primo sfidante al titolo WCW World Heavyweight Championship | 09:33  |
| 15 | The Giant (c) (con Jimmy Hart) sconfigge Sting (con Lex Luger)                                                 | Single match per il WCW World Heavyweight Championship                                    | 10:41  |

### 1997
Slamboree 1997 si svolse il 18 maggio 1997 presso l'Indipendence Arena di Charlotte, Carolina del Nord, Stati Uniti.
| N.         | Risultati                                                                                     | Stipulazione                                                   | Durata |
| ---------- | --------------------------------------------------------------------------------------------- | -------------------------------------------------------------- | ------ |
| Dark match | Yūji Nagata sconfigge Pat Tanaka                                                              | Single match                                                   | 04:30  |
| Dark match | The Public Enemy (Rocco Rock & Johnny Grunge) sconfiggono Harlem Heat (Booker T & Stevie Ray) | Tag team match                                                 | 06:00  |
| 1          | Lord Steven Regal sconfigge Último Dragón (c) (con Sonny Onoo)                                | Single match per il WCW World Television Championship          | 16:04  |
| 2          | Madusa sconfigge Luna Vachon                                                                  | Single match                                                   | 05:09  |
| 3          | Rey Misterio Jr. sconfigge Yuji Yasuraoka                                                     | Single match                                                   | 14:58  |
| 4          | Glacier sconfigge Mortis (con James Vandenberg) per squalifica                                | Single match                                                   | 01:51  |
| 5          | Dean Malenko (c) sconfigge Jeff Jarrett (con Debra)                                           | Single match per il WCW United States Heavyweight Championship | 14:54  |
| 6          | Meng sconfigge Chris Benoit (con Woman)                                                       | Death match                                                    | 14:54  |
| 7          | The Steiner Brothers (Rick & Scott) sconfiggono Konnan & Hugh Morrus (con Jimmy Hart)         | Tag team match                                                 | 09:35  |
| 8          | Steve McMichael (con Debra) sconfigge Reggie White (con Kent Johnston)                        | Single match                                                   | 15:17  |
| 9          | Ric Flair, Roddy Piper & Kevin Greene sconfiggono nWo (Kevin Nash, Scott Hall & Syxx)         | Six-man tag team match                                         | 17:20  |

### 1998
Slamboree 1998 si svolse il 17 maggio 1998 presso il The Centrum di Worcester, Massachusetts, Stati Uniti.
Il vincitore della Cruiserweight Battle Royal guadagnò una title shot al WCW Cruiserweight Championship detenuto da Chris Jericho. Ciclope e Juventud Guerrera furono gli ultimi due wrestler rimasti nel ring; i due si strinsero le mani e Guerrera si autoeliminò da solo per dare la vittoria a Ciclope. Allora Ciclope si tolse la maschera, rivelando di essere Dean Malenko. Malenko sarebbe stato successivamente privato del titolo WCW World Cruiserweight Championship due settimane dopo a Nitro proprio per il suo comportamento nella battle royal. Goldberg avrebbe dovuto in origine lottare in un gauntlet match contro ciascun membro della stable The Flock, e se avesse perso, con uno qualsiasi degli avversari, Raven avrebbe riconquistato il titolo United States Championship che Goldberg gli aveva strappato. Tuttavia, la stipulazione del match venne cambiata la sera stessa dello show. Durante una puntata di WCW Monday Nitro andata in onda sei giorni prima del ppv, Eric Bischoff aveva sfidato Vince McMahon (il proprietario della federazione rivale World Wrestling Federation) ad affrontarlo in un match a Slamboree. Ovviamente McMahon non si presentò e Bischoff ordinò all'arbitro di far partire ugualmente il match e di contare fino a dieci, così da poter vincere per conteggio fuori dal ring.
Bret Hart costrinse Randy Savage a cedere per dolore durante l'esecuzione della sua mossa "Sharpshooter", ma la sera seguente a Nitro, l'arbitro speciale Roddy Piper ribaltò la decisione e dichiarò vincitore Savage per squalifica dell'avversario. Nel main event, Sting & The Giant sconfissero The Outsiders (Scott Hall & Kevin Nash) vincendo i WCW World Tag Team Championship quando Giant schienò Nash dopo che Hall aveva colpito quest'ultimo con una delle cinture di coppia WCW. Al termine del match, Hall, Dusty Rhodes e The Giant festeggiarono insieme sancendo l'entrata di Hall e Rhodes nel nWo Hollywood. Quando il match era stato sanzionato, sia Sting che The Giant erano della fazione WCW. Tuttavia, Giant si unì al nWo Hollywood poco tempo prima di Slamboree. Come risultato della defezione di Giant, Sting non volle più essere il suo partner di coppia.
| N. | Risultati                                                                                    | Stipulazione                                                                            | Durata |
| -- | -------------------------------------------------------------------------------------------- | --------------------------------------------------------------------------------------- | ------ |
| 1  | Fit Finlay (c) sconfigge Chris Benoit                                                        | Single match per il WCW World Television Championship                                   | 14:52  |
| 2  | Lex Luger sconfigge Brian Adams (con Vincent)                                                | Single match                                                                            | 05:05  |
| 3  | Ciclope vince eliminando per ultimo Juventud Guerrera                                        | Battle Royal per determinare il primo sfidante al titolo WCW Cruiserweight Championship | 08:27  |
| 4  | Dean Malenko sconfigge Chris Jericho (c)                                                     | Single match per il WCW Cruiserweight Championship                                      | 07:02  |
| 5  | Diamond Dallas Page sconfigge Raven                                                          | Bowery Death match                                                                      | 14:35  |
| 6  | Eddy Guerrero (con Chavo Guerrero Jr.) sconfigge Último Dragón                               | Single match                                                                            | 11:09  |
| 7  | Goldberg (c) sconfigge Saturn                                                                | Single match per il WCW United States Heavyweight Championship                          | 07:01  |
| 8  | Randy Savage sconfigge Bret Hart per squalifica                                              | Single match (con Roddy Piper come arbitro speciale)                                    | 16:38  |
| 9  | Sting & The Giant sconfiggono The Outsiders (Kevin Nash & Scott Hall) (c) (con Dusty Rhodes) | Tag team match per i WCW World Tag Team Championship                                    | 14:46  |

### 1999
Slamboree 1999 si svolse il 9 maggio 1999 presso il TWA Dome di St. Louis, Missouri, Stati Uniti.
Inizialmente Ric Flair vinse il match contro Roddy Piper per schienamento, ma Eric Bischoff squalificò Flair per aver colpito Piper con un oggetto contundente. Sting contro Goldberg terminò in no contest. Il match finì in un nulla di fatto dopo l'arrivo di Bret Hart che aggredì l'arbitro. Al termine del match, arrivarono anche gli Steiner Brothers che assalirono sia Sting che Goldberg. Nel main event della serata, Kevin Nash schienò inizialmente Diamond Dallas Page dopo una Jacknife Powerbomb. Randy Savage interferì nel match in aiuto di Page, colpendo Nash con la cintura del titolo. Giunse quindi a bordo ring Eric Bischoff che ordinò a Doug Dillinger di scortare Savage fuori dall'arena, e poi disse all'arbitro Nick Patrick di far ripartire l'incontro con la stipulazione "no disqualification".
| N. | Risultati | Stipulazione                                                   | Durata |
| -- | --- | -------------------------------------------------------------- | ------ |
| 1  | Dale Torborg sconfigge Johnny Swinger                                                                                   | Single match                                                   | N/A    |
| 2  | Raven & Perry Saturn sconfiggono Rey Misterio Jr. & Billy Kidman (c), e Dean Malenko & Chris Benoit (con Arn Anderson)  | Triple threat match per i WCW World Tag Team Championship      | 17:28  |
| 3  | Konnan sconfigge Stevie Ray (con Vincent & Horace Hogan)                                                                | Single match                                                   | 06:10  |
| 4  | Bam Bam Bigelow sconfigge Brian Knobbs                                                                                  | Hardcore match                                                 | 11:29  |
| 5  | Rick Steiner sconfigge Booker T (c)                                                                                     | Single match per il WCW World Television Championship          | 11:08  |
| 6  | Gorgeous George (con Madusa, Miss Madness & Randy Savage) sconfiggono Charles Robinson (con The Head Nurse & Ric Flair) | Single match                                                   | 10:39  |
| 7  | Scott Steiner (c) sconfigge Buff Bagwell                                                                                | Single match per il WCW United States Heavyweight Championship | 07:11  |
| 8  | Roddy Piper sconfigge Ric Flair (con Arn Anderson & The Head Nurse) per squalifica                                      | Single match                                                   | 12:10  |
| 9  | Sting contro Goldberg termina in no contest                                                                             | Single match                                                   | 08:17  |
| 10 | Kevin Nash sconfigge Diamond Dallas Page (c)                                                                            | Single match per il WCW World Heavyweight Championship         | 18:23  |

### 2000
Slamboree 2000 si svolse il 7 maggio 2000 presso la Kemper Arena di Kansas City, Missouri, Stati Uniti. Fu l'ultima edizione del pay-per-view prodotto dalla World Championship Wrestling.
Il match tra Mike Awesome e Chris Kanyon terminò in no contest dopo che Kevin Nash, Billy Kidman, Vampiro, Chris Candido, Shane Douglas, Ric Flair, e Sting interferirono tutti nell'incontro. Durante il match The Total Package vs. Buff Bagwell, Elizabeth interferì in favore di Luger con una mazza da baseball tra le mani. Dopo il match, Chuck Palumbo attaccò The Total Package e lo imprigionò nella mossa "Torture Rack". Shane Douglas schienò Ric Flair dopo che David Flair, il figlio di Ric, travestito da Sting colpì Ric con una mazza da baseball. Nel main event Jeff Jarrett conquistò il WCW World Heavyweight Championship dopo che David Arquette aveva colpito Diamond Dallas Page con una chitarra. Al termine del match, Kanyon sopraggiunse cercando di salvare Page da Jarrett e Mike Awesome che volevano picchiarlo, ma venne brutalmente respinto da Awesome che lo scaraventò giù dal tetto della gabbia.
| N. | Risultati                                                                   | Stipulazione                                                         | Durata |
| -- | --------------------------------------------------------------------------- | -------------------------------------------------------------------- | ------ |
| 1  | Chris Candido (c) (con Tammy Lynn Sytch) sconfigge The Artist (con Paisley) | Single match per il WCW Cruiserweight Championship                   | 07:59  |
| 2  | Terry Funk (c) sconfigge Norman Smiley e Ralphus                            | Triple threat hardcore match per il WCW Hardcore Championship        | 10:03  |
| 3  | Shawn Stasiak sconfigge Curt Hennig                                         | Single match                                                         | 07:54  |
| 4  | Scott Steiner (c) (con Midajah & Shakira) sconfigge Captain Rection         | Single match per il WCW United States Heavyweight Championship       | 09:24  |
| 5  | Mike Awesome contro Chris Kanyon termina in no contest                      | Single match                                                         | 12:11  |
| 6  | The Total Package sconfigge Buff Bagwell                                    | Single match                                                         | 09:30  |
| 7  | Shane Douglas sconfigge Ric Flair                                           | Single match                                                         | 08:46  |
| 8  | Sting sconfigge Vampiro                                                     | Single match                                                         | 06:49  |
| 9  | Hulk Hogan sconfigge Billy Kidman (con Torrie Wilson)                       | Single match (con Eric Bischoff come arbitro speciale)               | 13:31  |
| 10 | Jeff Jarrett sconfigge David Arquette (c) e Diamond Dallas Page             | Ready to Rumble Cage match per il WCW World Heavyweight Championship | 15:29  |